# Sandra Bem
Sandra Ruth Lipsitz Bem, född 22 juli 1944, död 20 maj 2014, var en pionjär inom psykologin och känd för sin forskning om könsroller.
Hon studera psykologi på Carnegie Mellon University. Där träffa hon även sin man Daryl Bem som var en assisterande professor i psykologi. Deras äktenskap kom att möta stark kritik då utmana normerna med att ha ett jämställt äktenskap där bådas karriärer var viktiga och där de delade på hushålls- och föräldraansvaret. Kort efter de gift sig påbörjade Sandra sin forskarutbildning på University of Michigan.
På hennes 65-årsdag blev hon diagnostiserad med Alzheimers och 20 maj 2014 avled Sandra till följd av självmord.